# Dee Brown (ur. 1984)
Daniel „Dee” Brown (ur. 17 sierpnia 1984 w Jackson) – amerykański koszykarz występujący na pozycji rozgrywającego.
W 2002 wystąpił w meczu gwiazd amerykańskich szkół średnich - McDonald’s All-American.

## Osiągnięcia
Na podstawie, o ile nie zaznaczono inaczej.
NCAA
- Wicemistrz NCAA (2005)
- Uczestnik rozgrywek NCAA Sweet Sixteen (2004, 2005)
- 2-krotny mistrz turnieju konferencji Big Ten (2003, 2005)
- 2-krotny mistrz sezonu zasadniczego konferencji Big Ten (2004, 2005)
- Zawodnik Roku:
  - NCAA według Sporting News (2005)[3]
  - Konferencji Big 10 (2005)[4]
- Laureat nagród:
  - Bob Cousy Award (2006)[5]
  - Frances Pomeroy Naismith Award (2006)[6]
  - Obrońca Roku Konferencji Big Ten (2005)
  - Chicago Tribune Silver Basketball (2005 – Big Ten MVP)
- Zaliczony do:
  - I składu:
    - All-American (2005)
    - Big 10 (2005, 2006)
    - turnieju Big Ten (2004)
    - pierwszoroczniaków Big Ten (2003)

  - II składu:
    - All-American (2006)
    - Big 10 (2004)

  - III składu Big 10 (2003)
- Lider konferencji Big 10 w[7]:
  - skuteczności rzutów za 3 punkty (2005)
  - asystach (2006)

Drużynowe
- Mistrz 
  - Izraela (2009)[8]
  - Bułgarii (2015)
- Wicemistrz 
  - Portoryko (2011)
  - Łotwy (2014)

Indywidualne
- MVP II rundy Eurocup (2014/15)[8]
- Lider w asystach:
  - sezonu regularnego Eurocup (2015)
  - ligi włoskiej (2010)
- Uczestnik meczu gwiazd[8]:
  - ligi tureckiej (2008)
  - ligi włoskiej (2012)
  - ligi łotewskiej (2014)

Reprezentacja
- Brązowy medalista mistrzostw Ameryki U–19 (2002)[9]
- Uczestnik mistrzostw świata U–19 (2003 – 5. miejsce)[9]